# Элиа, Иоанн Адель
Иоанн Адель Элиа (16 сентября 1928, Магдуша, Великий Ливан — 19 июля 2019) — епископ Мелькитской католической церкви, титулярный епископ Абилы Лисанийской и вспомогательный епископ епископ епархии Пресвятой Девы Марии Благовещения в Ньютоне с 21 марта 1986 года по 25 ноября 1993 год, епископ епархии Пресвятой Девы Марии Благовещения в Ньютоне с 25 ноября 1993 года по 22 июня 2004 года, член монашеского ордена Базилиан-мелькитов Святого Спасителя.

## Биография
Иоанн Адель Элиа родился 16 сентября 1928 года в городе Магдуша, Великий Ливан. В 1949 году вступил в монашеский орден Базилиан-мелькитов Святого Спасителя. 17 февраля 1952 года был рукоположён в священника. Обучался в Папском григорианском университете, по окончании которого получил научную степень. Был ректором семинарии святого Василия Великого в Метуене.
В 1977 году Иоанн Адель Элиа стал архимандритом и был назначен для работы в епархии Пресвятой Девы Марии Благовещения в Ньютоне, США.
21 марта 1986 года Римский папа Иоанн Павел II назначил Иоанна Аделя Элиа титулярным епископом Абилы Лисанийской и вспомогательным епископом епархии Пресвятой Девы Марии Благовещения в Ньютоне. 29 июня 1986 года состоялось рукоположение Иоанна Аделя Элиа в епископа, которое совершил патриарх Мелькитской католической церкви Максим V Хаким.
25 ноября 1993 года Римский папа Иоанн Павел II назначил Иоанна Аделя Элиа епископом епархии Пресвятой Девы Марии Благовещения в Ньютоне.
22 июня 2004 года вышел на пенсию.